# Station Ulfborg
Station Ulfborg is een spoorwegstation in het Deense Ulfborg in de gemeente Holstebro. Het station ligt aan de lijn Esbjerg - Struer.